# Trude Cornelius
Trude Cornelius (geboren am 22. Mai 1906 in Solingen; gestorben am 30. November 1981) war eine deutsche Kunsthistorikerin und Denkmalpflegerin. Von 1939 bis 1971 wirkte sie als Gebietsreferentin des Rheinischen Amts für Denkmalpflege in Bonn. Als Landesoberbaurätin war sie dort zuletzt unter Rudolf Wesenberg stellvertretende Landeskonservatorin.

## Leben
Die aus dem bergischen Solingen stammende Trude Cornelius studierte Kunstgeschichte in Bonn sowie Architektur in Darmstadt und Stuttgart, dort erwarb sie im Jahr 1935 auch ihr Diplom. Noch während der Zeit des Nationalsozialismus wurde sie 1939 Mitarbeiterin des Rheinischen Amts für Denkmalpflege in Bonn, aus dem sie zum 31. Mai 1971 als Landesbaudirektorin ausschied. Während ihrer Dienstzeit wirkte sie als Gebietsreferentin für das Bergische Land, das Ruhrgebiet und den Niederrhein.
Zu den unter ihrer Regie und denkmalpflegerischen Betreuung nach den verheerenden Zerstörungen im Verlauf des Zweiten Weltkriegs wiederauferstandenen kirchlichen Bauwerken zählen das Essener Münster, die ehemaligen Stiftskirchen St. Mariä Himmelfahrt in Kleve und St. Vitus in Elten, der Stiftskirche St. Viktor in Xanten und die Willibrordikirche in Wesel. Die endgültige statische Sicherung letztgenannter Kirche erfolgte erst nach ihrem Abschied 1971. Abseits ihrer Tätigkeit als Gebietsreferentin übernahm sie wiederholt Sonderaufgaben, so als Gutachterin bei der Landesbaubehörde Ruhr, der Evangelischen Kirche im Rheinland und im Rahmen der Restaurierung der Schlösser Augustusburg und Falkenlust bei Brühl. Trude Cornelius verfolgte dabei das Ziel, den Ursprungszustand dieser ebenfalls während des Zweiten Weltkriegs (Augustusburg) stark beschädigten Bauwerke mit größtmöglicher Authentizität zu erfassen und hierüber die wissenschaftliche Grundlage für die restauratorische Arbeit herzustellen. Nach einem Zeitungsartikel geht auch die 1962 geweihte, unter Denkmalschutz stehende evangelische Johanneskirche in Bad Godesberg-Pennenfeld auf einen Entwurf von Cornelius zurück.

„Durch umfassende Kenntnis, sicheres Auftreten und elastisches Verhandlungsgeschick, dem Beharrlichkeit nicht fehlte, wenn es die Sache erforderte, erwarb sie sich die Hochachtung der staatlichen und kirchlichen Behörden ...“

Auf Vorschlag des Münsteraner Bischofs Heinrich Tenhumberg verlieh 1970 Papst Paul VI. Trude Cornelius den Orden Benemerenti für ihre Verdienste um den Erhalt der katholischen Kirchen am Niederrhein und deren Wiederaufbau nach dem Zweiten Weltkrieg. Die Auszeichnung wurde ihr am 9. November 1970 durch den Generalvikar Reinhard Lettmann in Kalkar überreicht. Cornelius lebte in Bonn.

## Schriften (Auswahl)
- Rheinische Denkmalpflege seit 1945. In: Jahrbuch der rheinischen Denkmalpflege in Nord-Rheinland. Band XX. Berichte über die Tätigkeit in der Denkmalpflege in den Jahren 1945–1953, Hrsg. im Auftrag des Kultusministers des Landes Nordrhein-Westfalen durch den Landeskonservator Walter Bader, Butzon & Bercker, Kevelaer 1956, S. 39–58.
- Wesel (=Rheinische Kunststätten, Heft 108) Hrsg. Rheinischer Verein für Denkmalpflege und Heimatschutz, Gesellschaft für Buchdruckerei, Neuss 1960.
- Denkmalpflege an Schloß Brühl : Bericht über durchgeführte Restaurierungen (seit 1952–61). In: Schloss Augustusburg zu Brühl und Falkenlust, DuMont Schauberg, Köln 1961, S. 123–166.
- Aus der Geschichte der Willibrordikirche in Wesel, Referat vorgetragen zur Jahreshauptversammlung der Willibrordi-Dombauvereins 1968
- mit Günther Binding: Die Reformationskirche in Hilden, Winterscheidt, Düsseldorf 1968.
- Die Willibrordikirche in Wesel, (=Rheinische Kunststätten, Heft 113) Hrsg. Rheinischer Verein für Denkmalpflege und Heimatschutz, Neusser Druckerei und Verlag, Neuss 1969 (2., völlig neubearb. Aufl. durch Hans Merian, Neusser Druckerei und Verlag, Neuss 1982)
- Über die Klosterkirche in Aldekerk (Beispiel einer Restaurierung), In: Günther Borchers und Albert Verbeek (Hrsg.): Beiträge zur rheinischen Kunstgeschichte und Denkmalpflege, (=Die Kunstdenkmäler des Rheinlandes, Beiheft 16), Rheinland Verlag, Düsseldorf 1970, S. 385–390.